# Pierre Ochs
Pierre Ochs (* 16. Dezember 1984 in Castres) ist ein ehemaliger französischer Freestyle-Skier. Er war auf die Disziplinen Moguls und Dual Moguls (Buckelpiste) spezialisiert.

## Werdegang
Ochs nahm im Dezember 2002 in Tignes erstmals am Freestyle-Skiing-Weltcup teil, wobei er den 32. Platz im Moguls errang. In der Saison 2004/05 erreichte er im Naeba Ski Resort mit dem zehnten Platz im Moguls seine erste Top-Zehn-Platzierung im Weltcup und belegte bei den Weltmeisterschaften 2005 in Ruka den zehnten Platz im Moguls sowie den neunten Rang im Dual Moguls. Im folgenden Jahr fuhr er bei den Olympischen Winterspielen 2006 in Turin auf den 17. Platz im Moguls. In der Saison 2006/07 kam er im Weltcup fünfmal unter den ersten Zehn und erreichte mit dem 18. Platz im Gesamtweltcup sowie den achten Rang im Moguls-Weltcup seine besten Gesamtergebnisse. Beim Saisonhöhepunkt, den Weltmeisterschaften 2007 in Madonna di Campiglio, wurde er Sechster im Dual Moguls und Vierter im Moguls. In der Saison 2008/09 errang er in La Plagne mit dem dritten Platz im Moguls seine erste Podestplatzierung im Weltcup und belegte zum Saisonende den 12. Platz im Moguls-Weltcup. Bei den Weltmeisterschaften 2009 in Inawashiro fuhr er auf den 34. Platz im Dual Moguls und auf den 13. Rang im Dual Moguls. Auch in der Saison 2009/10 errang er den 12. Platz im Moguls-Weltcup. Dabei absolvierte er in der Sierra Nevada seinen 50. und damit letzten Weltcup, wobei er mit dem dritten Platz nochmals aufs Podest kam. Bei den Olympischen Winterspielen 2010 in Vancouver wurde er Zwölfter.

## Erfolge

### Olympische Spiele
- 2006 Turin: 17. Platz Moguls
- 2010 Vancouver: 12. Platz Moguls

### Weltmeisterschaften
- 2005 Ruka: 9. Platz Dual Moguls, 10. Platz Moguls
- 2007 Madonna di Campiglio: 4. Platz Moguls, 6. Platz Dual Moguls
- 2009 Inawashiro: 13. Platz Moguls, 34. Platz Dual Moguls

### Weltcupwertungen
| Saison  | Gesamt | Gesamt | Moguls | Moguls |
| Saison  | Platz  | Punkte | Platz  | Punkte |
| ------- | ------ | ------ | ------ | ------ |
| 2003/04 | -      | -      | 54.    | 7      |
| 2004/05 | 77.    | 9      | 27.    | 95     |
| 2005/06 | 106.   | 6      | 33.    | 70     |
| 2006/07 | 18.    | 30     | 8.     | 297    |
| 2008/09 | 41.    | 21     | 12.    | 187    |
| 2009/10 | 42.    | 16     | 12.    | 164    |